# Vedro Polje (Bugojno, BiH)
Vedro Polje je naseljeno mjesto u općini Bugojno, Federacija Bosne i Hercegovine, BiH.
Nalazi se oko dva kilometra sjeverno od Bugojna, na lijevoj obali Vrbasa.

## Povijest
Početkom rata u Bosni većina stanovništva je protjerana, te je izašla iz naselja u Donji Vakuf ili Kupres. U Vedrom Polju je tada ostalo samo mali broj starih ljudi. 
Na samom početku rata ubijeni su Predrag i Ružica Duvnjak. Njihove ubojice koje se znaju i do danas nisu uhićene. Sve su kuće 1992. u Vedrom Polju popalili HVO i HOS.[nedostaje izvor]

## Stanovništvo

### 1991.
Nacionalni sastav stanovništva 1991. godine, bio je sljedeći:
ukupno: 191
- Srbi - 173
- Hrvati - 9
- ostali, neopredijeljeni i nepoznato - 9

### 2013.
Nacionalni sastav stanovništva 2013. godine, bio je sljedeći:
ukupno: 143
- Bošnjaci - 176
- Hrvati - 14
- Srbi - 8